# Trugåsen
Trugåsen är ett naturreservat i Torsby kommun i Värmlands län.
Området är naturskyddat sedan 2013 och är 98 hektar stort. Reservatet omfattar östsluttningar av Trugåsen med Eggsjön i nordost. Reservatet består av gammal granskog. 